# 下道千晶
下道 千晶（したみち ちあき、1989年12月18日）は、日本のモデル、俳優。千葉県出身。身長176cm。

## 人物・来歴
特技は、藍染め（定期的にワークショップ開催）、グラフィックデザイン。
カラーコディネーター1級、弓道二段、普通自動車免許。

## 出演

### CM・広告
- 千寿製薬「マイティア」TVCM（2024〜）
- UNIQLO「パフテック」webムービー（2023/11〜）
- 北欧、暮らしの道具店　SPONSORED by 積水ハウス「わたしの日々、暮らしの機微。」（2023/6〜）
- alpro TVCM（2023/4~）
- NTT西日本 TVCM（2023/3〜）
- CCJC「Qoo」webcm・GRA（2023/3〜）
- イオン「セリアント」CM （2022/10〜）
- カネボウ トワニー ドラマティックメモリー　イメージMovie（2022/9〜）
- Panasonic webマガジン「＃エシカル家族のセンタク」（2022/9〜）
- タカラベルモント「pittoretiqua」スチール（2022/3〜）
- 日産「Brand Experience Store HELLO NISSAN LP MOVIE」Webムービー（2021〜）
- 北欧、暮らしの道具店 × カンロ「毎日の疲れを癒す「ご自愛タイム」のつくり方」web（2021〜）
- 石川県九谷窯元工業協同組合「ETHNI9」スチール・webムービー（2021〜）
- ACANTHUS スチール・webムービー（2021〜）
- ブローネ泡カラー「意外とできちゃう！わたしカラーリング篇」（2021〜）
- LIXIL「おうち時間を幸せに ver2」篇
- 眞露 チャミスル「キュートなショットオフィス」篇「キュートなショットおうち」篇
- 元気寿司
- トヨタ自動車　WHAT WOWS YOU 「交通安全」篇
- Google アプリ　「いけるかな？軍艦島」篇
- NTT都市開発　ウエリス「家族の思い出・笑顔」篇
- かんぽ生命 　人生は、夢だらけ。「いいこと」篇
- ファーファ・ジャパン株式会社
- 日本免疫化粧研
- キリン「氷結プレミアム」
- ほぼ日刊イトイ新聞　アースボール
- 花王　ロリエデオプラス
- キューピーベビーフード「にこにこボックス」

### 雑誌・書籍
- 宣伝会議「ブレーン」2023年11月号 クリエイターのおすすめのブック＆マガジン 掲載
- NHK出版「まる得マガジン」
- キナリノマガジン
- 宝島社「リンネル」
- 朝日新聞出版「移住。成功するヒント」インタビュー掲載、家族出演
- tocotoco vol.43
- d design travel
- tokyo fashion edge
- 辰巳出版「3時間で編める帽子とあわせ小物」

### ショー・イベント
- Rakuten Fashion Week TOKYO/ Global Fashion Collective　(MORPH8NE)
- MUSÉE DE LANSE
- 横浜高島屋/ジョイナス/モアーズ
- Asia Beauty Expo
- writtenafterwards
- shibuya fashion week
- tokyo new age
- SINA SUIEN
- kotoha yokozawa･RYOTA MURAKAMI / Tokyo leather fair
- esmod japon
- 文化服装学院
- happening

### その他
- 北欧、暮らしの道具店
- entwa
- nest Robe
- A-net「Plantation」
- FABIA spring&summer 2015

### 映画
- 「ホノルル」（2024年、村口知巳監督） - シズカ役
- 「青く咲き誇れ」（2025年、日本大学藝術学部映画学科卒業制作）